# Gare des Grands Balcons
La gare des Grands Balcons (aussi appelée gare du Grand Balcon suivant les documents,) est une gare ferroviaire française située sur le territoire de la commune de La Motte-Saint-Martin, dans le département de l'Isère.

## Situation ferroviaire
La gare des Grands Balcons est située juste après le point kilométrique 14,7 du chemin de fer de la Mure, à proximité directe du tunnel de Gervaison (ou Gravaison suivant les auteurs), entre les gares fermées de Notre-Dame-de-Commiers (en direction de Saint-Georges-de-Commiers) et de La Motte-les-Bains (en direction de La Mure). Elle possède une emprise d'environ 290 m2 pour une longueur d'environ 200 mètres.
Elle dispose de deux voies dont une bordée par un quai. La voie principale déborde au-delà de la gare jusqu'à un heurtoir, permettant les manœuvres de tête-à-queue des locomotives afin de les replacer en tête de train.

Installations ferroviaires en gare des Grands Balcons
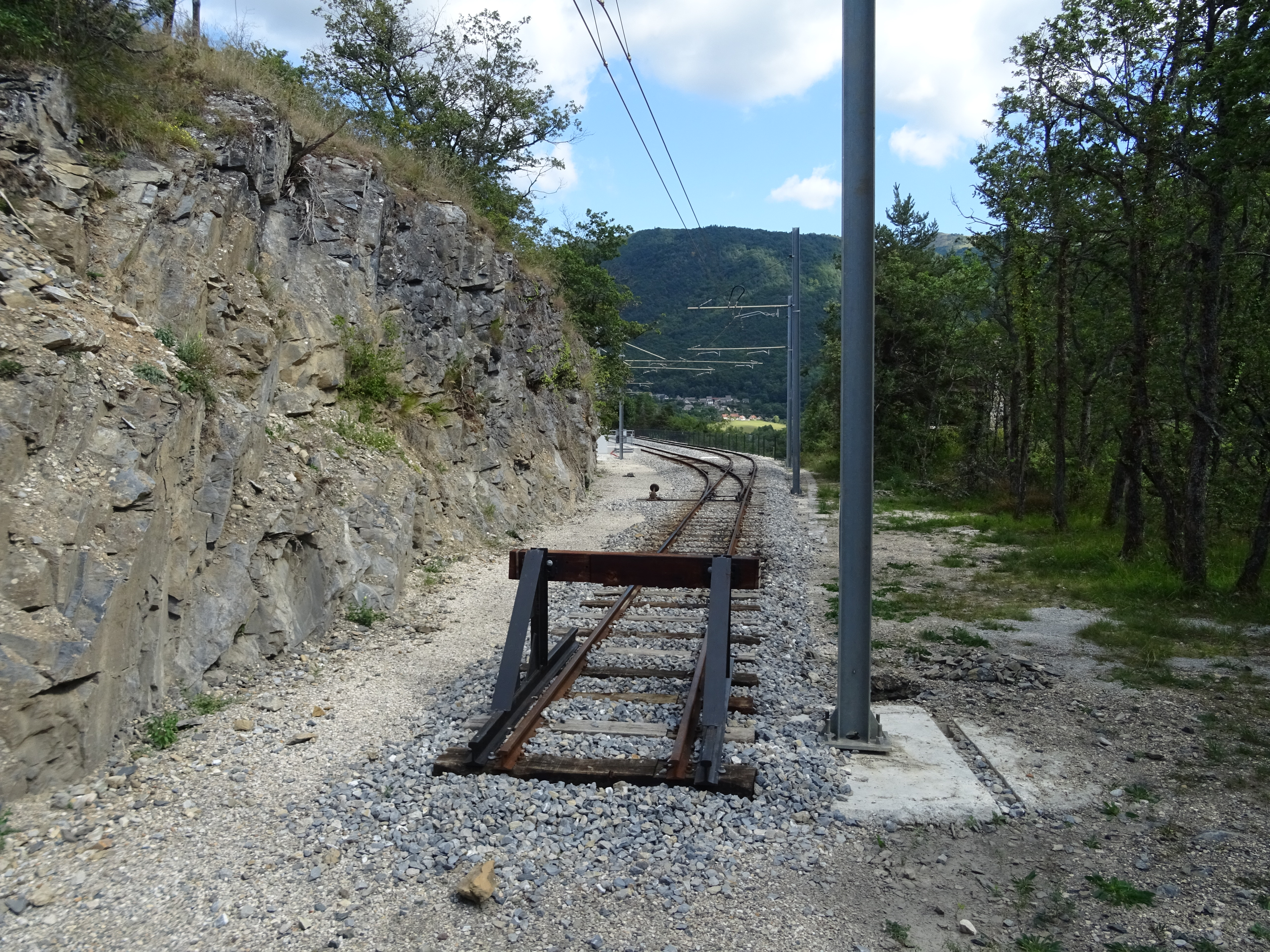
Heurtoir au bout de la voie.
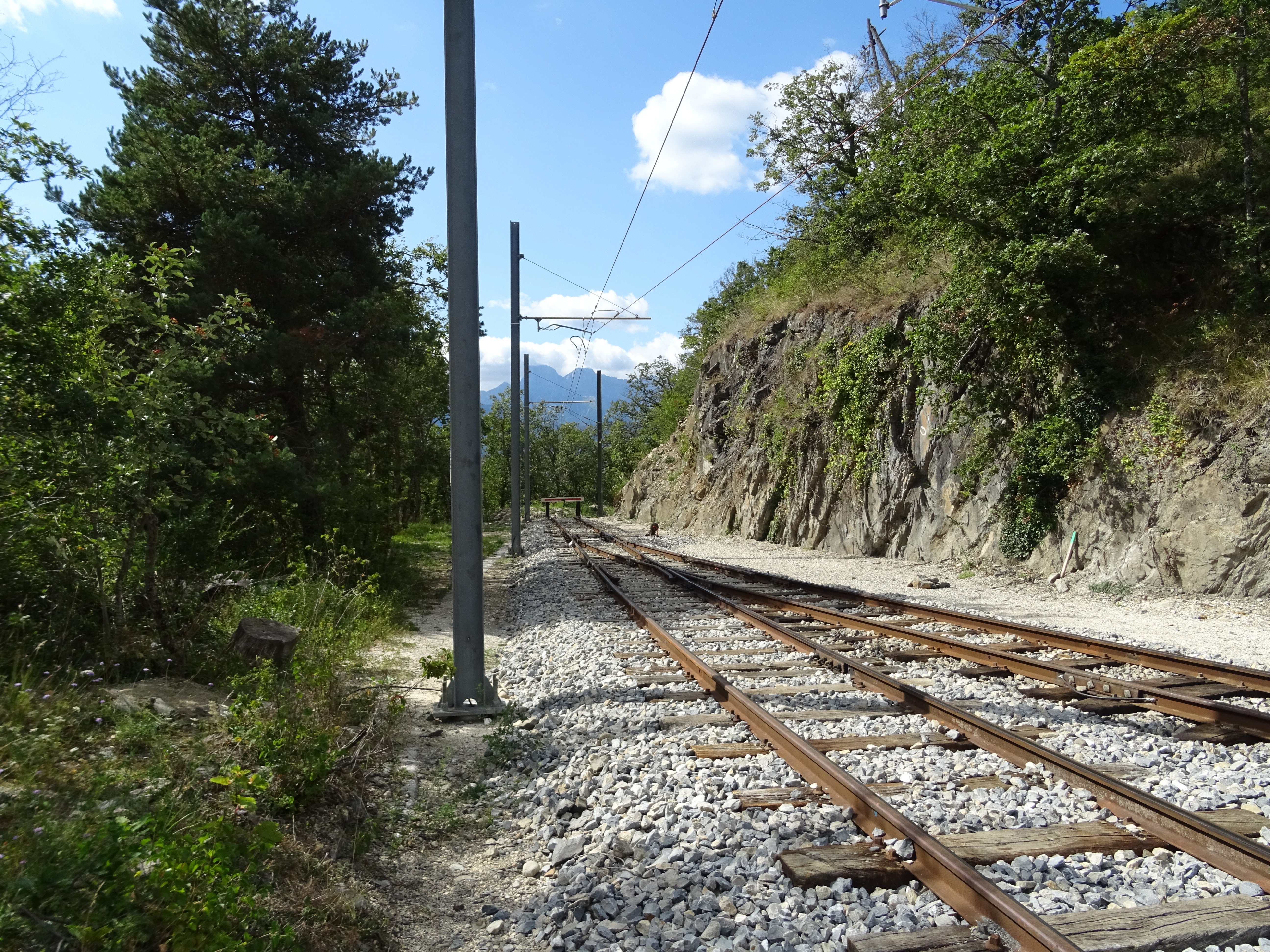
Aiguillage précédant le heurtoir et permettant la manœuvre des locomotives.
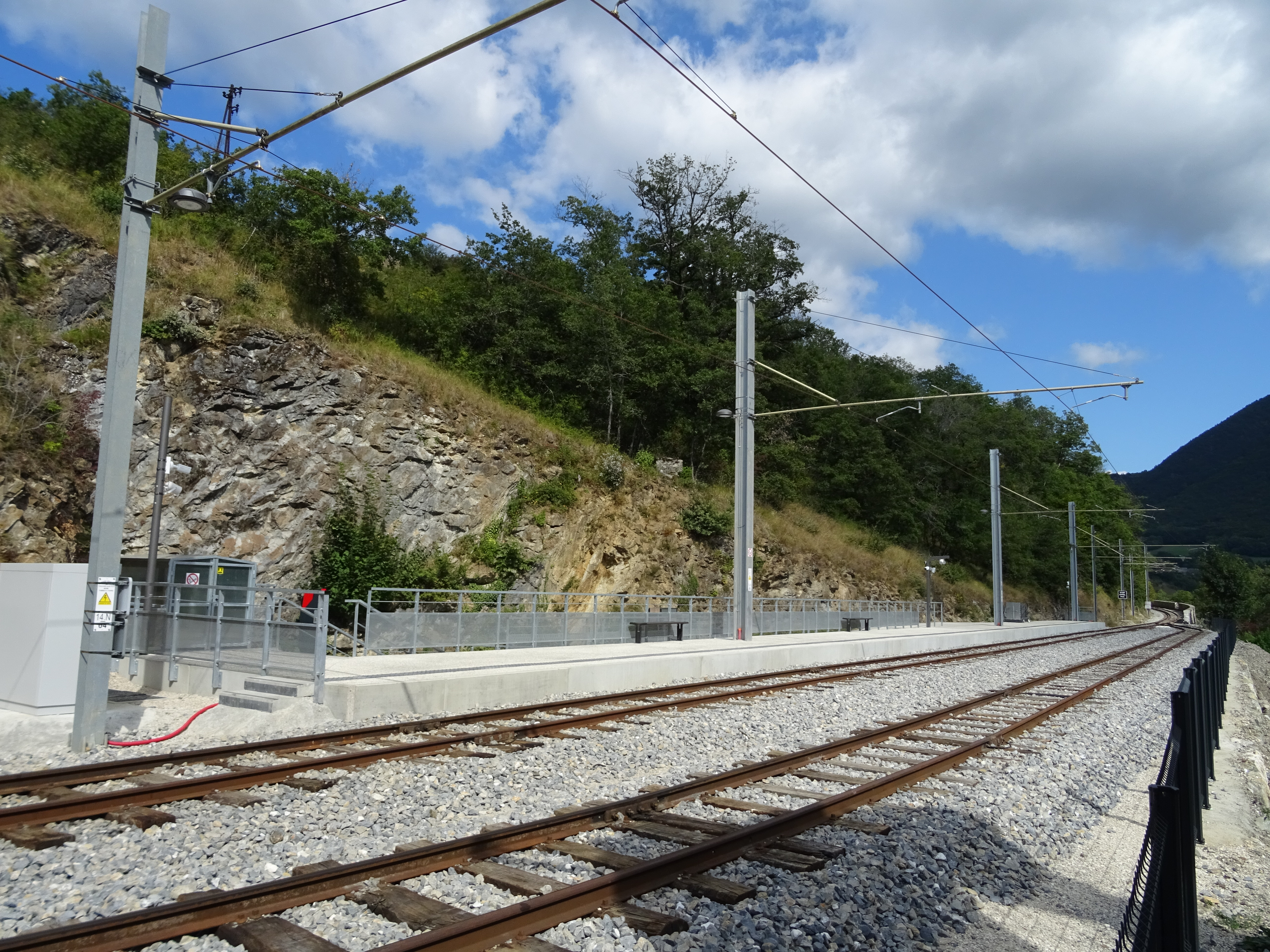
Les deux voies.

## Histoire
La gare de La Motte-les-Bains a été mise en service le 20 juillet 2021 et prend place au niveau du site de Gravaison qui appartenait à la Société grenobloise de force et lumière. Ce site était desservi par un embranchement particulier permettant l'acheminement des matériaux nécessaires à la construction de la centrale d'Avignonet de 1899 à 1902. Cette centrale a servi à l'électrification du chemin de fer de la Mure. Un treuil permettant de descendre les matériaux jusqu'au fond de la gorge pour construire le barrage. La centrale hydraulique disparaît sous les eaux lors de la mise en service du barrage de Monteynard-Avignonet en 1962,,.

## Service des voyageurs

### Accueil
La gare est constituée d'un simple quai accessible via des escaliers ou une rampe pour les personnes à mobilité réduite. Une file d'attente pour l'accès au train est mise en place à l'intérieur du tunnel de Gervaison (ou Gravaison) qui précède la gare.
En sortie du tunnel, les piétons peuvent accéder au restaurant « Le Panoramique » et emprunter l'ancienne ligne ferroviaire réhabilitée en sentier piéton jusqu'à un point de vue aménagé en surplomb du lac de Monteynard-Avignonet, entre le viaduc de la Rivoire et le tunnel de Brondes.

### Desserte
La gare est desservie d'avril à octobre et uniquement certains jours en-dehors de la période de forte fréquentation. En période d'affluence, la gare est desservie par un train par heure tandis qu'elle est desservie par un train toutes les deux heures le reste du temps.

### Intermodalité
La gare n'est desservie par aucun autre mode de transport en commun.